# Chotcza (gmina)
Pour les articles homonymes, voir Chotcza.
Chotcza est une gmina rurale (gmina wiejska) du powiat de Lipsko dans la Voïvodie de Mazovie, dans le centre-est de la Pologne.
Son siège administratif (chef-lieu) est le village de Chotcza, qui se situe environ 14 kilomètres au nord-est de Lipsko (siège de la Powiat) et 123 kilomètres au sud-est de Varsovie (capitale de la Pologne).
La gmina couvre une superficie de 88,82 km2 pour une population de 2 352 habitants en 2016.

## Histoire
De 1975 à 1998, la gmina est attachée administrativement à la voïvodie de Radom.

Depuis 1999, elle fait partie de la voïvodie de Mazovie.

## Géographie
La gmina de Chotcza inclut les villages et localités suivantes :

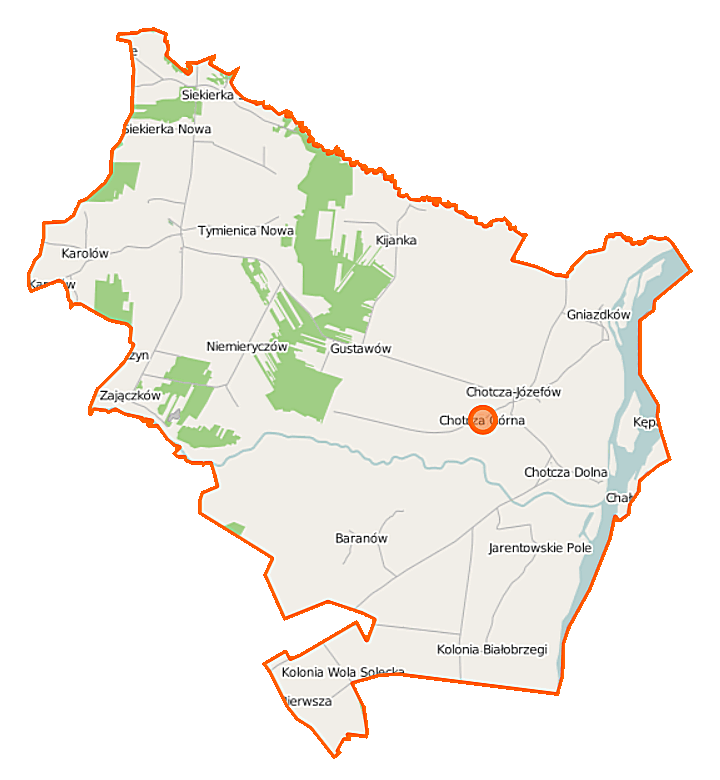
Plan de la gmina

- Baranów
- Białobrzegi
- Chotcza
- Chotcza Dolna
- Chotcza Górna
- Gniazdków
- Gustawów
- Jarentowskie Pole
- Karolów
- Kijanka
- Kolonia Wola Solecka
- Niemieryczów
- Siekierka Nowa
- Siekierka Stara
- Tymienica Nowa
- Tymienica Stara
- Zajączków

### Gminy voisines
La gmina de Chotcza est voisine des gminy suivantes :
- Ciepielów
- Łaziska
- Lipsko
- Przyłęk
- Solec nad Wisłą
- Wilków
- Zwoleń

## Structure du terrain
D'après les données de 2002, la superficie de la commune de Chotcza est de 88,82 km2, répartis comme tel :
- terres agricoles : 73 %
- forêts : 17 %

La commune représente 11,88 % de la superficie du powiat.

## Démographie
Données du 31 décembre 2012 :
| description        | Total  | Total | Femmes | Femmes | Hommes | Hommes |
| ------------------ | ------ | ----- | ------ | ------ | ------ | ------ |
| Unité              | Nombre | %     | Nombre | %      | Nombre | %      |
| population         | 2 499  | 100   | 1 247  | 49,9   | 1 252  | 50,1   |
| Densité (hab./km²) | 28,1   | 28,1  | 14     | 14     | 14,1   | 14,1   |